# Йозеф Венглош
Йозеф Венглош (чеськ. Jozef Vengloš, нар. 18 лютого 1936, Ружомберок, Чехословаччина — 26 січня 2021) — чехословацький футболіст, що грав на позиції флангового півзахисника. По завершенні ігрової кар'єри — тренер.
Чемпіон Чехословаччини. Дворазовий чемпіон Чехословаччини (як тренер).

## Ігрова кар'єра
У дорослому футболі дебютував 1954 року виступами за команду клубу «Слован», кольори якої і захищав протягом усієї своєї кар'єри гравця, що тривала тринадцять років. За цей час виборов титул чемпіона Чехословаччини.

## Кар'єра тренера
Розпочав тренерську кар'єру відразу ж по завершенні кар'єри гравця, 1966 року, очоливши тренерський штаб австралійського клубу «Сідней Прага», пізніше того ж року тренував команду австралійського штату Новий Південний Уельс, а 1967 року став головним тренером збірної Австралії, з якою працював два роки.
Згодом повернувся на батьківщину, де протягом 1969—1971 років очолював тренерський штаб «Кошиць». Паралельно 1970 року прийняв пропозицію попрацювати у молодіжній збірній Чехословаччини (U-23). Залишив молодіжну збірну Чехословаччини 1972 року.
Протягом 3 років, починаючи з 1973, був головним тренером свого рідного братиславського «Слована», який під його керівництвом двічі ставав найсильнішим клубом чехословацької першості.
Успіхи на клубному рівні посприяли запрошенню у 1976 році фахівця до тренерського штабу збірної Чехословаччини, очолюваного Вацлавом Єжеком. Венглош посприяв тріумфу чехословаків на тогорічному чемпіонаті Європи. За два роки, у 1978 його було призначено очільником штабу національної команди. Під його керівництвом чехословацька команда впевнено подолала відбір до Євро-1980, посівши перше місце у своїй відбірковій групі. У фінальній частині чемпіонату Європи 1980 на груповій стадії Чехословаччина програла матч проти збірної ФРН, посіла лише друге місце у групі і за регламентом змагання стала учасником мату за третє місце. У цьому матчі команда Венглоша основний час зустрічі проти господарів турніру, збірної Італії, завершила унічию 1:1, а в серії післяматчевих пенальті взяла гору і стала бронзовим призером континентальної першості.
Згодом Венглош вивів збірну до фінальної частини чемпіонату світу 1982. На мундіалі чехословаки виступили невдало, припинивши виступи вже на груповому етапі, і по завершенні турніру тренер залишив національну команду.
З 1983 і по 1984 рік очолював тренерський штаб лісабонського «Спортінга», після чого переїхав до Малайзії, де спочатку працював з клмандою «Куала-Лумпур», а 1986 року став головним тренером збірної Малайзії, яку тренував один рік.
1988 удруге очолив тренерський штаб збірної Чехословаччини. Його повторному призначенню передував невдалий виступ збірної у кваліфікації до Євро-1988 і наступна відставка її головного тренера Йозефа Масопуста. Під керівництвом Венглоша чехословаки впоралися із завданням виходу до фінальної частини чемпіонату світу 1990 року, а згодом на футбольних полях Італії, де проходив фінальний турнір, вийшли до стадії плей-оф, зайнявши друге місце у групі. На стадії 1/8 фіналу вони здолали збірну Коста-Рики, але на стадії чвертьфіналів мінімально поступилися майбутнім чемпіонам світу, збірній ФРН. Після завершення мундіалю, який згодом виявився останнім великим турніром в історії об'єднанної збірної Чехословаччини, залишив національну команду.
Того ж 1990 року прийняв пропозицію попрацювати в англійському «Астон Вілла». Залишив команду з Бірмінгема 1991 року і протягом наступних двох років працював у Туреччині, де був головним тренером «Фенербахче».
1993 року став першим головним тренером у новітній історії національної збірної Словаччини. Перша спроба незадовго до того створеної збірної стати учасником великого міжнародного турніру була невдалою — словаки змогли посісти лише третє місце у своїй вібірковій групі до Євро-1996, пропустивши уперед збірні Румунії і Франції. По завершенні цього відбіркового турніру наприкінці 1995 року Венглош залишив збірну.
З 1996 і по 1997 рік очолював тренерський штаб збірної Оману, а 1998 року став головним тренером шотландського «Селтіка», команду якого тренував також один рік.
Останнім місцем тренерської роботи був японський клуб «ДЖЕФ Юнайтед», головним тренером команди якого Йозеф Венглош був протягом 2002 року.

## Досягнення

### Як гравця
- Чемпіон Чехословаччини:

«Слован»: 1954—1955

### Як тренера
- Чемпіон Чехословаччини:

«Слован»: 1973—1974, 1974—1975
- Чемпіон Європи (U-23): 1972